# NGC 7378
NGC 7378 (również PGC 69734) – galaktyka spiralna z poprzeczką (SBab), znajdująca się w gwiazdozbiorze Wodnika. Odkrył ją Wilhelm Tempel 19 września 1879 roku. Należy do galaktyk Seyferta typu 2.